# 4440 Tchantches
4440 Tchantches је астероид чија средња удаљеност од Сунца износи 1,920 астрономских јединица (АЈ).
Апсолутна магнитуда астероида је 12,3.